# The Barbaric Beast of Boggy Creek, Part II
The Barbaric Beast of Boggy Creek, Part II is een Amerikaanse horrorfilm uit 1985. De film is een vervolg op Return to Boggy Creek en The Legend of Boggy Creek. De film werd geregisseerd en geschreven door Charles B. Pierce, die ook de eerste film regisseerde. Pierce vertolkte tevens de hoofdrol.

## Verhaal
De film draait om een professor van de University of Arkansas, die samen met een groep studenten op kampeertocht is om onderzoek te doen naar het wezen van de Boggy Creek. Tot dusver doet iedereen dit monster af als een legende of een verzinsel van de lokale bevolking. De groep ontdekt al snel dat het beest mogelijk echt bestaat, en dat hij het op hen voorzien heeft.

## Rolverdeling
| Acteur             | Personage                        |
| ------------------ | -------------------------------- |
| Charles B. Pierce  | Professor Brian C. 'Doc' Lockart |
| Cindy Butler       | Leslie Ann Walker                |
| Chuck Pierce       | Tim Thornton                     |
| Jimmy Clem         | Old Man Crenshaw                 |
| Serene Hedin       | Tanya Yazzie                     |
| Rick Hildreth      | Deputy Williams                  |
| Don Adkins         | Otis Tucker                      |
| James Tennison     | Store Keeper                     |
| Charles Potter     | Oscar Culpotter                  |
| Pat Waggoner       | Myrtle Culpotter                 |
| Charles Vanderburg | W.L. Slogan                      |

## Achtergrond
De film werd ook uitgebracht onder de titels Boggy Creek II en Boggy Creek II: And the Legend Continues. Onder die tweede titel werd de film bespot in de cultserie Mystery Science Theater 3000.